# José Luis Alfonzo
José Luis Alfonzo (San Luis, Argentina, 29 de junio de 1969) es un actor de cine y televisión argentino.

## Filmografía

### Cine
Participó como intérprete en las siguientes películas:
- La vida después (2015) …Fiscal
- Visiones (2013)… José
- The Romp (cortometraje) (2011) …Camarero
- Mis días con Gloria (2010) …Felipe
- Felicitas (2009)
- El cine de Maite (2008)
- Impunidad (2008) …Oficial
- Olga, Victoria Olga (2006)
- Chile 672 (2006) …Nelson Infanti
- Kidon (cortometraje) (2006) …Portero
- Mañana (cortometraje) (2005)
- Los esclavos felices (2003) …Daniel
- El regreso (2003) …Vargas
- Sin intervalo (2002)
- Lugares comunes (2002)
- Los días de la vida (2000)
- Campo de sangre (1999) …Capitán Jorge Ronzatti
- Cómplices (1998) …Moro
- El secreto de los Andes (1998) …Lázaro
- Un crisantemo estalla en cinco esquinas (1997)…Erasmo
- Quereme así (Piantao) (1997) …Astor Piazzolla
- Hasta la victoria siempre (1997) …Monge
- Carlos Monzón, el segundo juicio (1996) …Carlos Monzón
- Casas de fuego (1995) …Dr. Kuhn
- De qué estamos hechos (1987) …Federico Pérez

### Televisión
- Golpe al corazón  (telenovela) (2017-2018)
- Coma, el amor te despierta (serie) (2014)
- Historias de corazón (miniserie) (2013)
- Tiempo de pensar (serie) (2011)
  - Episodio: Darles lugar
- Maltratadas (miniserie) (2011)
  - Episodio: Las dos vidas de Solange
  - Episodio: Qué divino
- Caín y Abel  (telenovela) (2010)
- La ley del amor  (telenovela) (2007)
- Se dice amor (serie) (2005) como Joaquín Capilla

## Premios y candidaturas
Asociación de Cronistas Cinematográficos de la Argentina y Premios Cóndor, 1997
- Candidato al Premio de Mejor actor por Carlos Monzón, el segundo juicio
- Ganador del Premio Cóndor de Plata a la Mejor Revelación masculina por Casas de fuego.